# Horace Lawson Hunley
Horace Lawson Hunley, né le 20 juin 1823 dans le comté de Sumner (Sumner County, au Tennessee, États-Unis) et mort le 15 octobre 1863 à Charleston (Caroline du Sud) est un planteur[évasif] et avocat confédéré de la Guerre de Sécession.
Il a notamment participé au développement du sous-marin CSS H. L. Hunley avec James McClintock et Baxter Watson et meurt dans son naufrage.